# Hold You Down
Hold You Down è il secondo ed ultimo singolo di Jennifer Lopez estratto dal suo quarto album Rebirth del 2005. Pubblicato nel 2005, il singolo che vede la partecipazione del rapper Fat Joe ha raggiunto la posizione numero 64 della Billboard Hot 100. È andata meglio in Inghilterra dove invece ha raggiunto la posizione numero 6 ed in Belgio dove è arrivata alla numero 9. Del brano esiste un Eliel Remix che vede la partecipazione di Don Omar.

## Il video
Il video per Hold You Down, diretto da Diane Martel e montato da Paul Martínez, è stato girato nel marzo 2005 nel Bronx a New York. La Lopez viene mostrata che esegue il brano sulla cima di un edificio, mentre Fat Boy esegue la sua parte camminando per le strade del Bronx.

## Tracce

### Edizione inglese
2CDS SET"
CD 1:
1. "Hold You Down" Featuring Fat Joe – Radio Edit 3:55
2. "Hold You Down" Featuring Fat Joe - Cory Rooney Spring Mix 4:51

CD 2:
1. "Hold You Down" Featuring Fat Joe (Album Version) 4.36
2. "Hold You Down" Featuring Fat Joe (Cory Rooney Spring Mix) 4:51
3. "Hold You Down" Featuring Don Omar (Eliel Mix) 4:02
4. "Hold You Down" Featuring Don Omar (SPK and DJ Lobo Remix) 3:59
5. "Get Right" Featuring Fabolous (Hip Hop Remix) 3:49
6. "Hold You Down" Featuring Fat Joe – CD Extra Video

12" Vinyl
1. "Hold You Down" Featuring Fat Joe (Cory Rooney Spring Mix) 4:51
2. "Hold You Down" (Cory Rooney Spring Instrumental) 4:51
3. "Hold You Down" (Album Version) 4:36
4. "Hold You Down" Featuring Don Omar (Eliel Mix) 4:02
5. "Hold You Down" (SPK and DJ Lobo Remix) 3:59
6. "Hold You Down" (Eliel Mix Instrumental) 4:02

### Edizione americana
- Maxi Single"

CD 2:
1. "Hold You Down" Featuring Fat Joe (Radio Edit) 3:36
2. "Hold You Down" Featuring Fat Joe (Cory Rooney Spring Mix) 4:51
3. "Hold You Down" Featuring Don Omar (Eliel Mix) 4:02
4. "Hold You Down" Featuring Don Omar (SPK and DJ Lobo Remix) 3:59
5. "Get Right" Featuring Fabolous (Hip Hop Remix) 3:49
6. "Hold You Down" Featuring Fat Joe – CD Extra Video

- 12" Vinyl

1. "Hold You Down" Featuring Fat Joe (Cory Rooney Spring Mix) 4:51
2. "Hold You Down" (Cory Rooney Spring Instrumental) 4:51
3. "Hold You Down" Featuring Don Omar (Eliel Mix) 4:02
4. "Hold You Down" (SPK and DJ Lobo Remix) 3:59
5. "Hold You Down" (Eliel Mix Instrumental) 4:02
6. "Hold You Down" (SPK and DJ Lobo Instrumental Remix) 3:59

## Classifiche
| Classifica (2005) | Posizione massima |
| ----------------- | ----------------- |
| Australia         | 17                |
| Belgio (Fiandre)  | 44                |
| Germania          | 44                |
| Irlanda           | 15                |
| Italia            | 22                |
| Nuova Zelanda     | 14                |
| Paesi Bassi       | 26                |
| Spagna            | 12                |
| Svizzera          | 44                |
| Regno Unito       | 6                 |
| Stati Uniti       | 64                |